# خوسيه دي كامبوس
خوسيه دي كامبوس (بالبرتغالية: José de Campos‏) هو مجدف برازيلي، (ولد في ريو دي جانيرو في البرازيل 1908  م).

## وصلات خارجية
- خوسيه دي كامبوس على موقع الاتحاد الدولي للتجديف (الإنجليزية)
- خوسيه دي كامبوس على موقع أوليمبيديا (الإنجليزية)